# Allylacetaat
Allylacetaat is de acetaat-ester van allylalcohol. Het is een kleurloze, licht ontvlambare en giftige vloeistof, die vooral gebruikt wordt om er allylalcohol van te maken.

## Synthese
Allylacetaat wordt gevormd door de acetoxylering van propeen, dit is de reactie van propeen met azijnzuur en zuurstofgas over een palladiumbevattende katalysator:
{\displaystyle {\ce {2C3H6 + 2CH3COOH + O2 -> 2C5H8O2 + 2H2O}}}
De reactie is erg exotherm. Daarom gebeurt de reactie typisch in buisreactoren die bestaan uit een buizenbundel van dunne, lange buizen waarrond een koelvloeistof circuleert.
Vinylacetaat wordt op dezelfde manier geproduceerd, maar dan met etheen in plaats van propeen.

## Toepassingen
Door middel van hydrolyse wordt allylacetaat omgezet in allylalcohol:
{\displaystyle {\ce {C5H8O2 + H2O -> C3H5OH + CH3COOH}}}
Bij deze route naar allylalcohol is geen chloorgas nodig, in tegenstelling tot de traditionele route, namelijk de hydrolyse van allylchloride, dat gevormd wordt door de chlorering van propaan. Allylchloride kan bereid worden uit allylacetaat door de acetaatgroep te substitueren met behulp van waterstofchloride:
{\displaystyle {\ce {C5H8O2 + HCl -> C3H5Cl + CH3COOH}}}
Op analoge wijze verkrijgt men allylcyanide met behulp van waterstofcyanide:
{\displaystyle {\ce {C5H8O2 + HCN -> C3H5CN + CH3COOH}}}
Allylacetaat is, net als andere allylverbindingen, bruikbaar als monomeer voor polymeren. Allylacetaat op zich polymeriseert wanneer het op 80 °C wordt verwarmd, met behulp van een organisch peroxide, bijvoorbeeld benzoylperoxide, als initiator.

## Toxicologie en veiligheid
Allylacetaat is giftig bij inslikken en kan dodelijk zijn bij inademing van de damp. De stof veroorzaakt ernstige oogirritatie en kan huidirritatie veroorzaken.
Het is een licht ontvlambare vloeistof.